# Amélius Ier (évêque d'Uzès)
Pour les articles homonymes, voir Amelius (homonymie).
Amélius Ier, 13e évêque d’Uzès, épiscopat de 823 à 835.
En 823, il reçoit la donation faite à l'église Saint-Théodorit d'Uzès, par Raynald, son frère, et sa femme Agilburge, de la terre de Jalong (Jovolongo) dans le comté d'Uzès, et Saint-Martin de Caux dans la comté d'Agde.
C'est sous Amélius Ier qu'eurent lieu, à Uzès, dans l'église de Saint-Firmin, ces faux miracles sur lesquels l'archevêque Agobard de Lyon, fut chargé de prendre des informations. Il les attribue à la cupidité des prêtres qui desservaient l'église, et qui, à la faveur de ces prétendus prodiges, retiraient de riches offrandes.